# Nothing Exceeds Like Excess
Nothing Exceeds Like Excess è il settimo album in studio del gruppo heavy metal inglese Raven, pubblicato nel 1988.

## Tracce
Lato 1
1. Behemoth – 1:05
2. Die for Allah – 4:58
3. Gimme a Break – 3:19
4. Into the Jaws of Death – 6:08
5. In the Name of Our Lord – 3:46
6. Stick It – 3:10

Lato 2
1. Lay Down the Law – 4:45
2. You Gotta Screw Loose – 4:22
3. Thunderlord – 4:30
4. The King – 4:25
5. Hard as Nails – 5:06
6. Kick Your Ass – 3:18

## Formazione
- John Gallagher - basso, voce
- Mark Gallagher - chitarra, cori
- Joe Hasselvander - batteria, cori